# Hồ Volta

Hồ Volta tại Ghana

Hồ Volta là hồ chứa có diện tích bề mặt lớn nhất thế giới, và đứng thứ tư về dung tích nước. Hồ Volta nằm hoàn toàn trong lãnh thổ Ghana, và có diện tích bề mặt khoảng 8.502 km² (3.275 sq mi). Hồ Volta nằm dọc theo kinh tuyến gốc, và nằm ở 6° vĩ Bắc. Điểm cực bắc của hồ nằm gần thị trấn Yapei, và điểm cực nam của hồ là đập Akosombo, 520 km về phía hạ du từ Yapei. Đập Akosombo ngăn cả Volta Trắng và Volta Đen, hai sông này trước đây hợp lưu ở nơi mà nay là trung tâm của hồ chứa, để tạo thành sông Volta duy nhất. Sông Volta chảy ra từ hồ và đổ ra Đại Tây Dương tại cực nam của Ghana.
Hồ được hinh thành nhờ đập Akosombo, được nhà địa chất học Albert Ernest Kitson tính đến từ năm 1916, song chỉ được xây dựng vào năm 1961 và hoàn thành vào năm 1965. Do sự hình thành của hồ Volta, khoảng 78.000 người đã phải di dời đến các thị trấn và làng mạc mới, cùng với khoảng 200.000 động vật của họ. Khoảng 120 tòa nhà đã bị phá hủy, không bao gồm các nhà ở nhỏ, và khoảng 3.000 dặm vuông Anh (7.800 km2) diện tích lãnh thổ bị ngập.

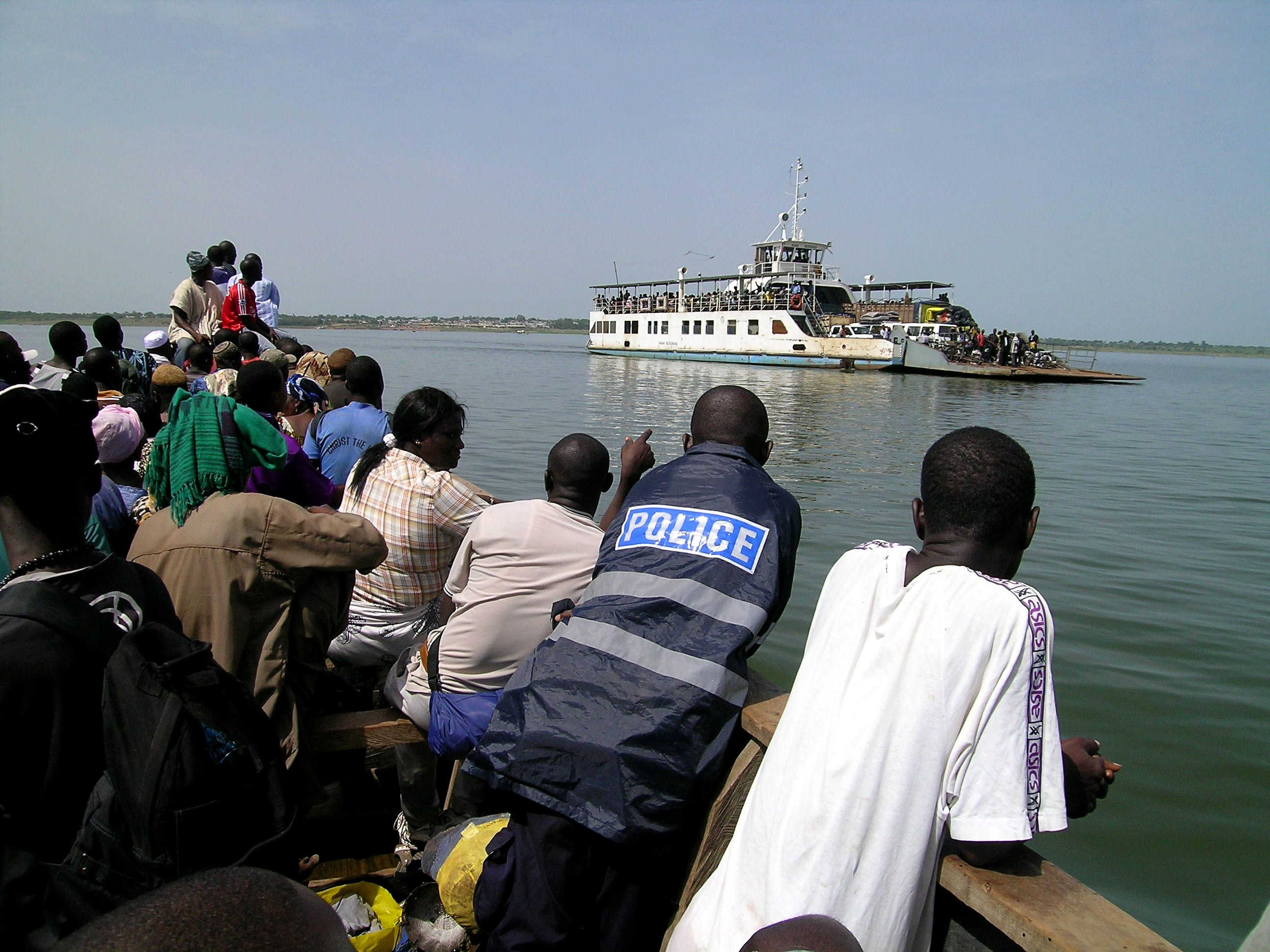
Phà trên hồ Volta.
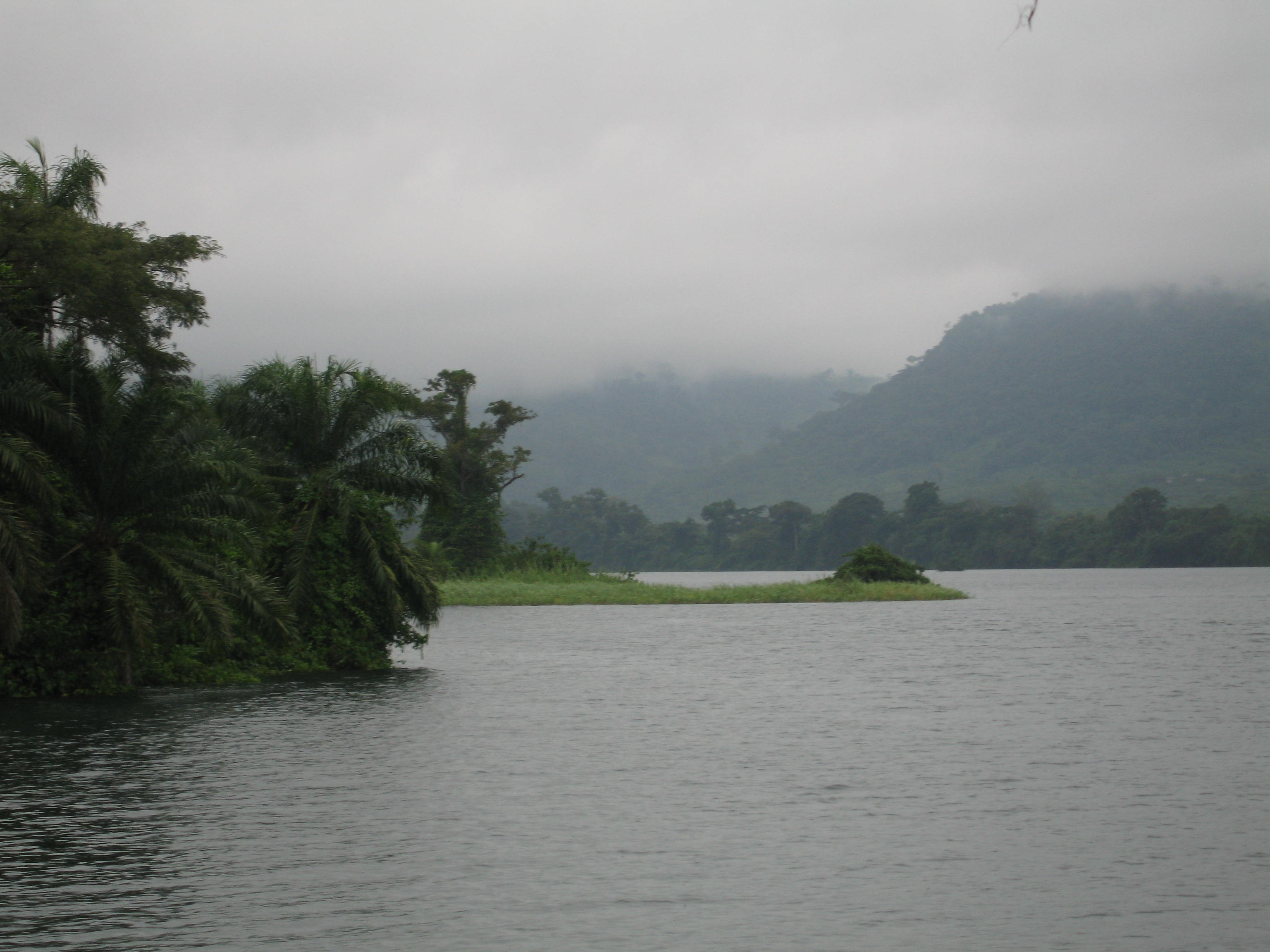
Ảnh hồ Volta.
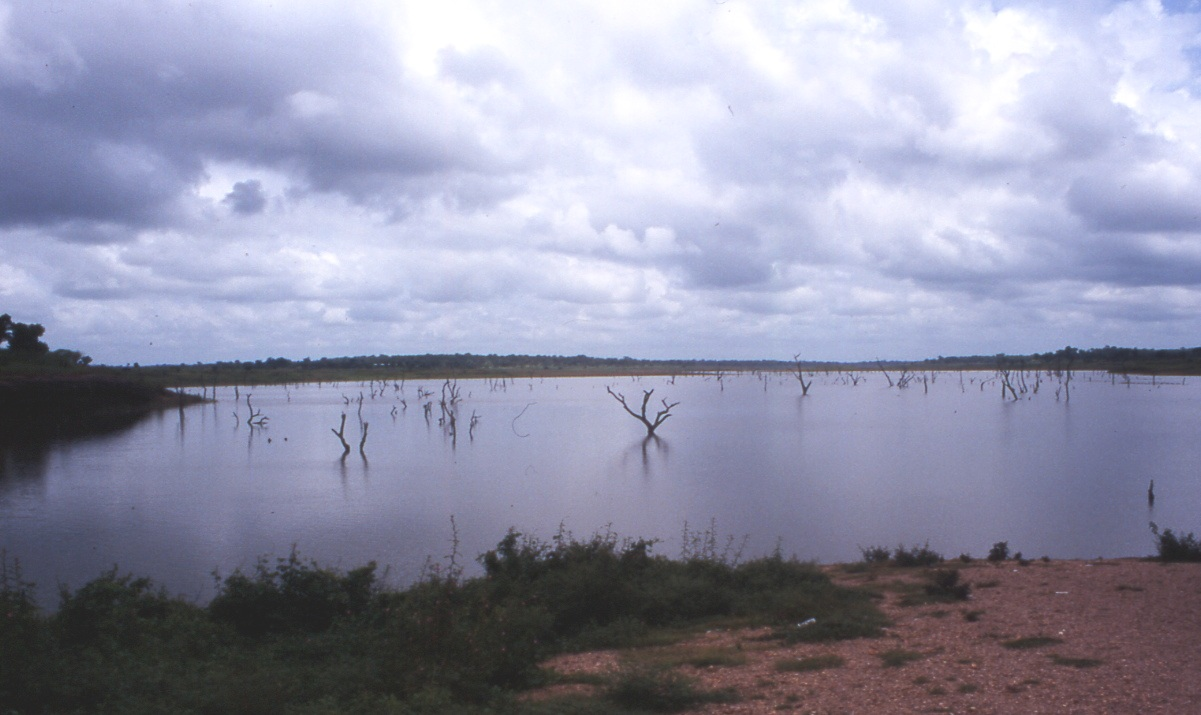
Cây cối tại hồ Volta.